# Zoológico do Alasca

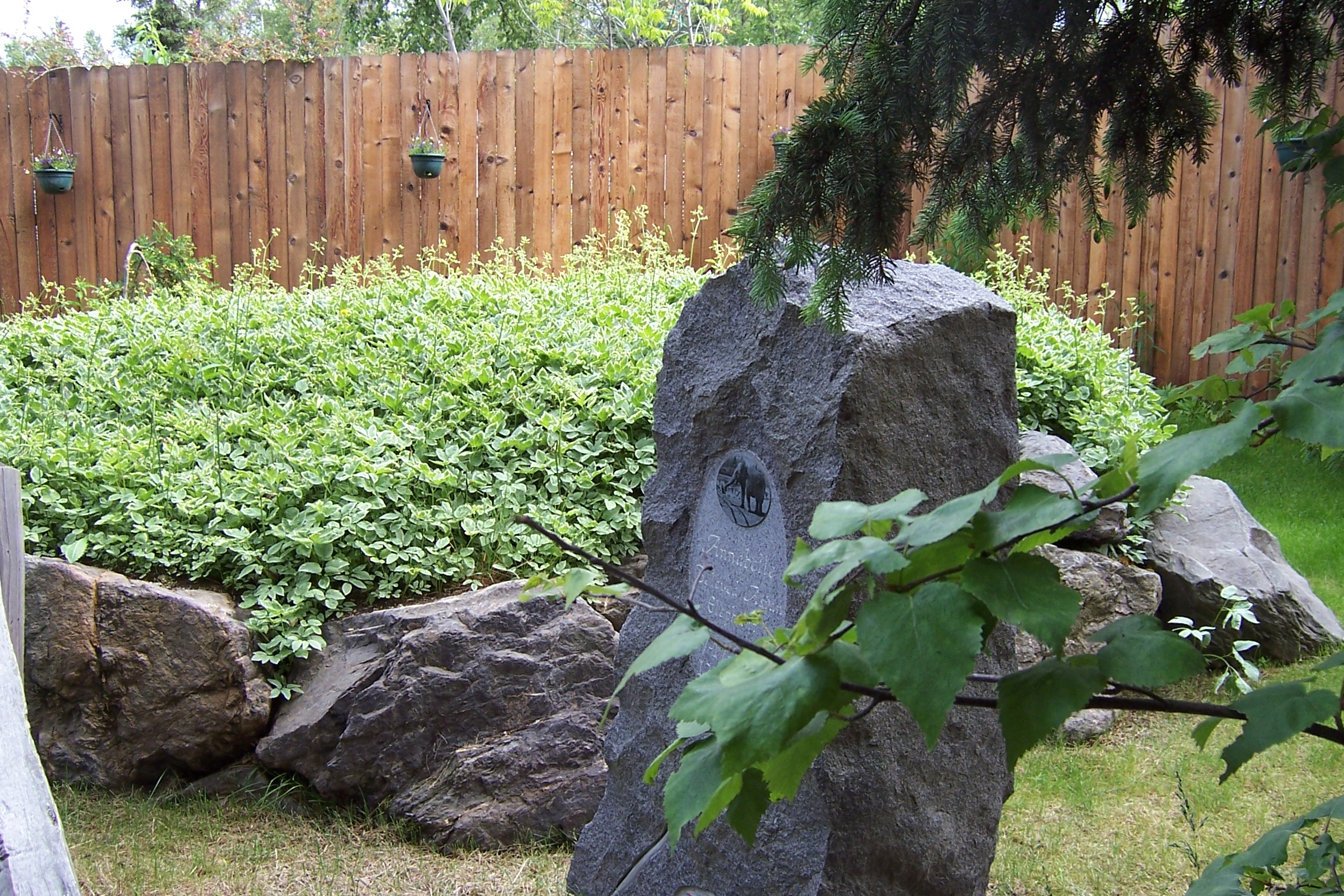
Inscrição de Annabelle

O Alaska Zoo, em português Jardim Zoológico do Alasca, é um jardim zoológico em Anchorage, Alasca. Tem 62 hectares e localiza-se na colina de Anchorage. É uma atracção popular no Alasca, com quase 200.000 visitantes por ano. 1
O zoo é actualmente casa de cerca de 100 aves e mamíferos 1 de cerca de 40 espécies. A principal atracção são os animais nativos do Alasca, mas o zoo inclui também animais "exóticos" como tigres-siberianos, camelos-bactrianos, iaques e uma elefante fêmea chamada Maggie.
Para além disso, o zoo especializa-se em educação, pesquisa, conservação de animais e reabilitação animal; muito dos animais no zoo foram encontrados orfãos ou feridos.

## História
Em 1966 um merceeiro de Anchorage chamado Jack Snyder ganhou um concurso oferecendo um prémio de "3.000 dólares ou um elefante bébé". Ele escolheu o elefante, uma elefante-asiática fêmea chamada Annabelle. Annabelle foi inicialmente mantida no Diamond H Horse Ranch, localizado na área de colina de Anchorage, e pertencia a Sammye Seawell.
Com a popularidade de Annabelle a crecer, Seawell formou uma corporação não-lucrativa para construir um sítio "onde o público pudesse visitar os animais e aprender acerca deles. Foi incorporado em 28 de Março de 1968 com o nome de Alaska Children's Zoo 2[ligação inativa], que abriu em 1969 com Annabelle e outros animais doados. 1 O zoo localizava-se num terreno adjacente ao Diamond H Horse Ranch de Seawell. O nome do zoo foi mudado para Alaska Zoo em Junho de 1980. 2[ligação inativa]
Em 1983 uma elefante-africana fêmea chamada Maggie chegou ao Alaska Zoo como uma companhia para Annabelle. 3
O zoo atraiu alguma atenção, mesmo fora do Alasca, quando em 1994 Binky, nessa altura um dos ursos-polares do zoo, feriu vários visitantes que entraram na sua jaula.
Em 1997, Annabelle morreu, deixando a sua companheira, Maggie, sozinha.3 Em 2004, o Alaska Zoo decidiu oficialmente manter Maggie no Alasca durante pelo menos mais três anos, em vez de a mandarem para um santuário de elefantes num clima mais quente, onde ela podia também socializar-se com outros elefantes.4